# Tripwire Interactive
Tripwire Interactive — частная компания, специализирующаяся на разработке компьютерных игр. Располагается в Розуэлле, штат Джорджия, США

## История компании
Компания Tripwire Interactive была основана разработчиками модификации Red Orchestra: Combined Arms для компьютерной игры Unreal Tournament 2004. Red Orchestra победила на конкурсе Make Something Unreal, команда получила лицензию на использование игрового движка Unreal Engine 2.5, после чего приступила к созданию Red Orchestra: Ostfront 41-45 — самостоятельной игры, основанной на ранее вышедшей модификации.
В 2009 году была выпущена Killing Floor в жанре сетевого хоррор-шутера с видом от первого лица, изначально, как и Red Orchestra, вышедшая в форме модификации для UT 2004. Впоследствии игра несколько раз входила в список популярнейших игр в Steam. 19 июня 2009 года Tripwire Interactive объявила конкурс по игре Killing Floor, Killing Floor Grindhouse, для участия в котором необходимо создать любительские игровые уровни в редакторе уровней. Спонсорами состязания выступили компании nVidia и Logitech, а общий призовой фонд превысил 20 тысяч долларов.
В 2011 году компания выпустила Red Orchestra 2: Heroes of Stalingrad на игровом движке Unreal Engine 3. Международным издателем игры выступила компания «1С»; игра вышла 13 сентября 2011 года. 
В 2013 году вышло самостоятельное дополнение к Red Orchestra 2 — Rising Storm.
Осенью 2010 года состоялся выход игры The Ball, которая была разработана студией Teotl Studios. Tripwire Interactive выступила в качестве издателя.
В мае 2014 года был анонсирован шутер Killing Floor 2, разрабатываемый с 2011 года; первоначально игра появилась по программе раннего доступа в Steam.
В 2015 году на выставке E3 2015 анонсировано продолжение Rising Storm — Rising Storm 2: Vietnam (в отличие от оригинала, это не дополнение, а отдельная игра).
18 августа 2022 года Tripwire Interactive была приобретена Embracer Group через дочернее предприятие Saber Interactive.
23 августа 2023 года на выставке Gamescom 2023 была анонсирована Killing Floor 3.

## Выпущенные игры

### Как разработчик
| Название                              | Игровой движок    | Дата выхода      | Платформы                                                                         |
| ------------------------------------- | ----------------- | ---------------- | --------------------------------------------------------------------------------- |
| Red Orchestra: Ostfront 41-45         | Unreal Engine 2.5 | 14 марта 2006    | Windows, Linux, OS X                                                              |
| Killing Floor                         | Unreal Engine 2.5 | 14 мая 2009      | Windows, Linux, OS X                                                              |
| Red Orchestra 2: Heroes of Stalingrad | Unreal Engine 3   | 13 сентября 2011 | Windows                                                                           |
| Rising Storm                          | Unreal Engine 3   | 30 мая 2013      | Windows                                                                           |
| Killing Floor 2                       | Unreal Engine 3   | 18 ноября 2016   | Windows, PlayStation 4, Xbox One                                                  |
| Rising Storm 2: Vietnam               | Unreal Engine 3   | 30 мая 2017      | Windows                                                                           |
| Killing Floor: Incursion              | Unreal Engine 4   | 14 ноября 2017   | Windows (VR), PlayStation 4 (PlayStation VR)                                      |
| Maneater                              | Unreal Engine 4   | 22 мая 2020      | Windows, PlayStation 4, Xbox One, Nintendo Switch, PlayStation 5, Xbox Series X/S |
| Killing Floor 3                       | Unreal Engine 5   | TBA              | Windows, PlayStation 5, Xbox Series X/S                                           |

### Как издатель
- 2009 — Zeno Clash (разработчик: ACE Team) (DVD)
- 2010 — The Ball (разработчик: Teotl Studios)[3]
- 2011 — Dwarfs?! (разработчик: Power of 2)
- 2018 — Road Redemption
- 2021 — Chivalry 2